# 마이크 피어리
마이클 에드윈 피어리(Michael Edwin Fyhrie, 1969년 12월 9일 ~ )는 미국의 야구 선수이자, 전 KBO 리그 현대 유니콘스의 외국인 선수였다.
2004년에 KBO 리그에서 현대 유니콘스의 한국시리즈 우승에 일조하였다.